# André da Silveira
André da Silveira fue un agricultor azoreño (portugués) y uno de los fundadores de la ciudad de Andrelândia, Minas Gerais, Brasil, al lado de Manoel Caetano da Costa.

## Ascendencia
Descendía, presumiblemente, de una familia bien situada; era el dueño de tierras y sabía leer y escribir con facilidad - privilegio de pocos en aquella época - además de ser el propietario de una respetable cantidad de esclavos negros, los elementos de lujo en la primera mitad del siglo XVIII, cuando la mano de obra esclava era sobrevaluada.
El patronímico "Silveira", cuyo origen se refiere al Archipiélago de las Azores, del que llegó la gran mayoría de los pobladores del sur de Minas Gerais en el siglo XVIII.
Aún con relación a sus orígenes, se cree que André da Silveira sea descendiente del flamenco Willem van der Haegen o Guillermo da Silvera, como fue conocido a partir de 1470, cuando salió de Flandes y fue a la Isla de Faial, en Azores, donde se convirtió en un pionero, poblando también las Islas Terceira, de São Jorge y del Pico.

## Matrimonio
En 1739, fue bautizada en la Capilla de San Miguel de Cajurú, sucursal de la Feligresía de São João del-Rey, una niña llamada Maria da Silveira, hija de André da Silveira y de su mujer Maria do Livramento, siendo su madrina Tereza otra hija de la pareja.
También en 1739, fue dejada en la casa de André da Silveira una niña que se llamaba Tereza. La práctica de dejar (abandonar en la puerta de determinada casa) niños era muy común en los siglos XVIII y XIX. Bajo el aspecto jurídico los abandonados — por tener padres de hecho ignorados — eran considerados hijos legítimos. Habiendo serias restricciones para los ilegítimos y sobre todo a los provenientes de adulterio, como resultado de los prejuicios socio-religiosos, había toda ora conveniencia jurídica enderezar a los hijos en estas condiciones. El nombre Tereza dado a la niña dejada en la puerta de la casa de André da Silveira, parece evidenciar que su hija del mismo nombre, Maria da Silveira, que aparece como madrina de Maria, falleció poco tiempo después de bautizar a su hermana.